# Selección española de cocina profesional
La Selección Española de Cocina ' es el equipo que representa a España en el circuito de alta cocina de competición de WACS (World Association of Chefs Societies, ‘Asociación Mundial de Sociedades de Chefs’) y además de representar al país en grandes eventos internacionales. En su primer año de existencia el Equipo Nacional ha logrado ganar distintos concursos relevantes como el Campeonato Europeo celebrado en Tesalónica (Grecia) con las tres Medallas de Oro (Mejor Chef, Mejor Equipo y Mejor Equipo Júnior), Medalla de Bronce en el Mundial Júnior celebrado en Costa Rica y Medalla de Bronce 2018 en cocina sénior y medalla de plata en pastelería 2017 en el Global Chefs Challenger en Milán. Medalla de plata en el concurso italiano 2017; y bronce mundial en arte culinario en la Culinary World Cup 2018-2020

## Historia
La organización española fue constituida el 30 de enero de 2013 con la tutela del World Gastronomy Institute y la Fundación Arte y Gastronomía. Está formada por un grupo de más de 250 profesionales provenientes de diferentes áreas de la gastronomía y está aprobada y certificada por el Ministerio del Interior (España), contando con el beneplácito del Alto Comisionado del Gobierno para el uso de la Marca España.
La entidad tiene como fines difundir y fomentar, a través de las competiciones y las exhibiciones, el conocimiento sobre el denominado como ´hecho gastronómico`, de la gastronomía como bien de interés cultural de los pueblos y las personas, y de la importancia de la Cocina de España y sus valores sociales, culturales y económicos. Contribuyendo desde España y con iniciativa española a la divulgación y difusión de la gastronomía y su importancia en el mundo como motor económico y de empleo, como recurso turístico y como fuente de vida saludable.
La organización está dividida en Secciones, por especialidades: Alta Cocina de Competición WACS, Bocuse d´Or, Sumilleres, Cortadores de Jamón y Profesionales de Sala. Cada una de estas Secciones cuenta con su propio organigrama y equipo de competidores.
La Selección Española de Cocina Profesional es conocida como "La Roja de la Cocina" en una clara analogía a la mundialmente campeona Selección Española de Fútbol, "La Roja". Está estructurada con una Junta Rectora, un Comité Ejecutivo y una Asamblea General, contando con un Comité de Honor subdividido a su vez con los Comité Técnico Culinario y Comité de Prensa. En el Comité de Honor, la Selección cuenta con el apoyo y consejo de muchos de los grandes nombres de la gastronomía española.

## Estructura y secciones
Las Selección Española de Cocina Profesional está dividida en categorías denominadas "Secciones" por áreas profesionales, contando cada una de las Secciones con su propio equipo técnico y competidores. El Organigrama cuenta con un equipo de Organización y varios Comités Asesores.

Presidente : Adolfo Muñoz
Secretario General : Carlos Duran 
Vicepresidente 1.º Enrique cerro
Delegados Nacional  : Daniel García Peinado 
Delegados provinciales : Lara Robles ; Rosana Sevinger ; Javier Navarro ; Juan Antonio Carmona ; Juanan Nieto ; Koldo Royo. Gemma de Domingo ; Aurora Torres Mora 

### Alta Cocina de Competición-WACS (World Association of Chefs Societies)
Equipo Sénior: Javier Andrade ; Rafael Arroyo ; Nicolás Chica ; Jonathan Rivera ; Adria Viladomat ;Miguel Ángel Robles  Rocio Arroyo ; 
Entrenador :  Javier Cabrera * Michelin 
.....

### Bocuse d'Or España 2014-15
Competidores: Alberto Moreno (Candidato), Nicolás Chica (Commis),
Presidente: Adolfo Muñoz,
Entrenador: Jesús Almagro,
Gerente de promoción: David Basilio,
Comisión Bocuse d´Or España 2014-15: Sergio Fernández (Director técnico), Marianela Olivares (Director de entrenamiento), José Manuel Iglesias (Director ejecutivo),
Comisión asesora Bocuse d´Or: Juan Pozuelo, Paco Rubio, Koldo Royo, Juan Andrés Morilla, Montserrat de la Torre, Juan Pablo Felipe, Ernesto Hinojal, Tony Pérez, Antonio Gras, María Luisa Lesma, Ana Acín, Pablo López Márquez, Karmen Garrido, Jordi Bordas, Evarist Miralles

### Sumilleres
Director: Javier Gila,

Entrenador: Juanma Terceño,

Asesor Honorífico: Custodio Zamarra,

Asesor Técnico: Juancho Asenjo,

Asesor Técnico: Paco del Castillo,

### Profesionales de Sala
Director: Mariano Castellanos,
Director Técnico: Manuel Bovia,
Entrenador: José Ángel Sierra,

### Cortadores de Jamón
Director: Florencio Sanchidrián,
Integrantes: David Lavado, Lourdes Corbacho, Sandra Figueroa, Esther Sobrino

### Equipo Técnico
Director técnico absoluto: Javier Cabrera
Entrenador: 
Coordinación de Eventos: daniel García Peinado 

### Comité de Honor
Comité Técnico Culinario: Alberto Chicote, Andrés Madrigal, Ernesto Hinojal, Firo Vázquez, Javier Cabrera, Juan Pablo de Felipe, Juan Pozuelo, Pepe Gorines, Pepe Solla, Paco Roncero, Jesús Almagro, Ramón Freixa, Javier Muñoz, Gonzalo Ruiz Utrilla, Carlos Espinosa de Los Monteros, Juan Carlos Gafo, María Isabel Mijares, Custodio López Zamarra, Luis Tesón, Manuel Valdés, Mercedes González, Pablo Amate, Paco Patón y Félix Soriano.
Comité Académico, formado por responsables de instituciones como: Cátedra Ferran Adrià de la Universidad Camilo José Cela (Sede Oficial del Bocuse d´Or Spain Team), Cátedra Internacional de Gastronomía Mediterránea de la UCAM Universidad Católica San Antonio, Escuela Superior de Hostelería y Turismo de Madrid (Sede Técnica de la Selección), Hotel Escuela de la Comunidad de Madrid, Universidad de Barcelona, Sociedad de Estudios Internacionales (SEI) (Sede Comisión Bocuse d´Or), Departamento de Tecnología de los Alimentos de Universidad de Murcia,  Departamento de Ciencia de los Alimentos de Universidad de Zaragoza, Departamento de Tecnología de Alimentos de Universidad Politécnica de Valencia, Departamento de Tecnología de los Alimentos de Universidad de Extremadura, Universidad de Málaga, Red Indaga (Innovación, Investigación y Desarrollo aplicados a la Gastronomía)
Comité de Prensa, formado por profesionales especializados y responsables de medios como: Agencia EFE, Cadena SER, Telecinco, Punto Radio, RAI Radiotelevisione Italiana, Radio Exterior de España y RNE (Grupo RTVE), Mandalay Eventos y Comunicación, Imbolc Comunicación, Gastroradio, El Sumiller, Diario de Gastronomía, Olivarama, Gastronautas, Ciberjob, Gastronomicum, Grupo RV Edipress ; así como cuenta con la aceptación honorífica de Carlos Espinosa de Los Monteros, Juan Carlos Gafo, María Isabel Mijares, Luis Tesón, Manuel Valdés, Mercedes González, Pablo Amate, Paco Patón, Félix Soriano, Alejandra Feldman, Álvaro Fernández Prieto, Isaac Abad, Manuel Casla

### Equipo de organización
David Basilio (secretario general), José Manuel Iglesias (director general), Marianela Olivares (Dirección General de Recursos Humanos), Juan Solaeche (Relaciones Institucionales), Pablo López (Publicidad), Edgar Fonseca (Patrocinios y Mecenazgo), M.ª Luisa Safont (Relaciones Corporativas), Ángel García (Jurídica y Legal), Satur Cantó (Seguros y Gestión Administrativa), Karmen Garrido (Comité de Prensa), Fernando de Vicente (Traducción Oficial).